# Теракт в отеле «Коринтия»
В январе 2015 года отель «Коринтия» в Триполи подвергся нападению со стороны мужчин, связанных с Исламским государством (ИГ). Отель был популярен среди иностранных чиновников и государственных служащих; ранее в нём размещался премьер-министр Ливии.

## Атака
Рано утром 27 января 2015 года мужчины, связанные с ИГ, взорвали заминированный автомобиль в гараже отеля. В хаосе около 5 боевиков прорвались мимо охраны и вошли в отель, намереваясь убить гостей.
Некоторые из нападавших пережили первоначальный контакт, что привело к затяжной ситуации с заложниками.

## Жертвы
В результате нападения погибли пять иностранцев: один американец, один француз и три таджика (включая двух женщин). Американец Дэвид Берри работал подрядчиком в американской охранной фирме под названием Crucible. Сообщается, что в результате нападения также погибли пять ливийских сотрудников службы безопасности.

## Нападающие и мотивы
Нападение было совершено людьми, принадлежащими к вилаяту Тарабулус ИГ, которые, как полагают, были уроженцами Ливии. Заявленной целью нападавших была месть за смерть Абу Анаса аль-Либи, ливийского члена Аль-Каиды, который участвовал в атаке на два американских посольства в 1998 году. Он был захвачен американской армией в Ливии в 2013 году и умер в американской больнице 2 января 2015 года.